# Kono (personaggio)
Kono è un personaggio dei fumetti pubblicati da DC Comics. Divenne membro della Legione dei Super-Eroi nel XXX secolo, durante la "Five Year Gap".

## Biografia del personaggio
Brita An'nan è una nativa del pianeta Sklar, una società matriarcale dove la pirateria tecnologica è comune. Sua madre, una pirata, salvò la vita della madre di Mysa Nal. In cambio, a Brita fu donato il potere di spostare la materia nel tempo, rendendola quindi più o meno densa. Quando Brita compì cinque anni, lei e sua madre furono attaccati da un gruppo di Khundiani. Brita rese intangibile i vestiti di uno dei guerrieri Khundiani, imbarazzando l'intero gruppo e facendo di lei una nemica permanente della razza ostile.
Anni dopo, Brita divenne una contrabbandiera sul pianeta quasi privo di regole di nome Rimbor, insieme a Jo Nah, l'ex Ultra Boy. Quando Reep Daggle (Chameleon Boy) e Rokk Krin (Cosmic Boy) riformarono la Legione dei Super-Eroi, Brita si unì a loro, adottando il nome in codice di "Kono". Portò insieme a lei il suo enorme animale domestico felino "Palla di Pelo", inconsapevole che in realtà era Brin Londo, l'ex Timber Wolf (cosa che scoprì successivamente).

## Post-Ora Zero
Nella continuità post-Ora Zero, Kono non si unì alla squadra e rimase un pirata di Sklar, che la Legione però catturò.

## Post-Crisi Infinita
Nessuno di nome Brita An'nan o Kono comparve nella terza versione della Legione. Eppure, gli eventi della miniserie Crisi infinita ricostituirono un'analogia molto vicina alla continuità della Legione pre-Crisi, come visto nella storia "The Lightning Saga" in Justice League of America e Justice Society of America, e nella storia "Superman e la Legione dei Supereroi" in Action Comics. Kono si vide brevemente quando multiple versioni della Legione si batterono contro Superboy-Prime, Time Trapper e la Legione dei Supercriminali.